# Cheilophyllum microphyllum
Cheilophyllum microphyllum är en flenörtsväxtart som beskrevs av Francis Whittier Pennell. Cheilophyllum microphyllum ingår i släktet Cheilophyllum och familjen flenörtsväxter. Inga underarter finns listade i Catalogue of Life.